# Mûmakil

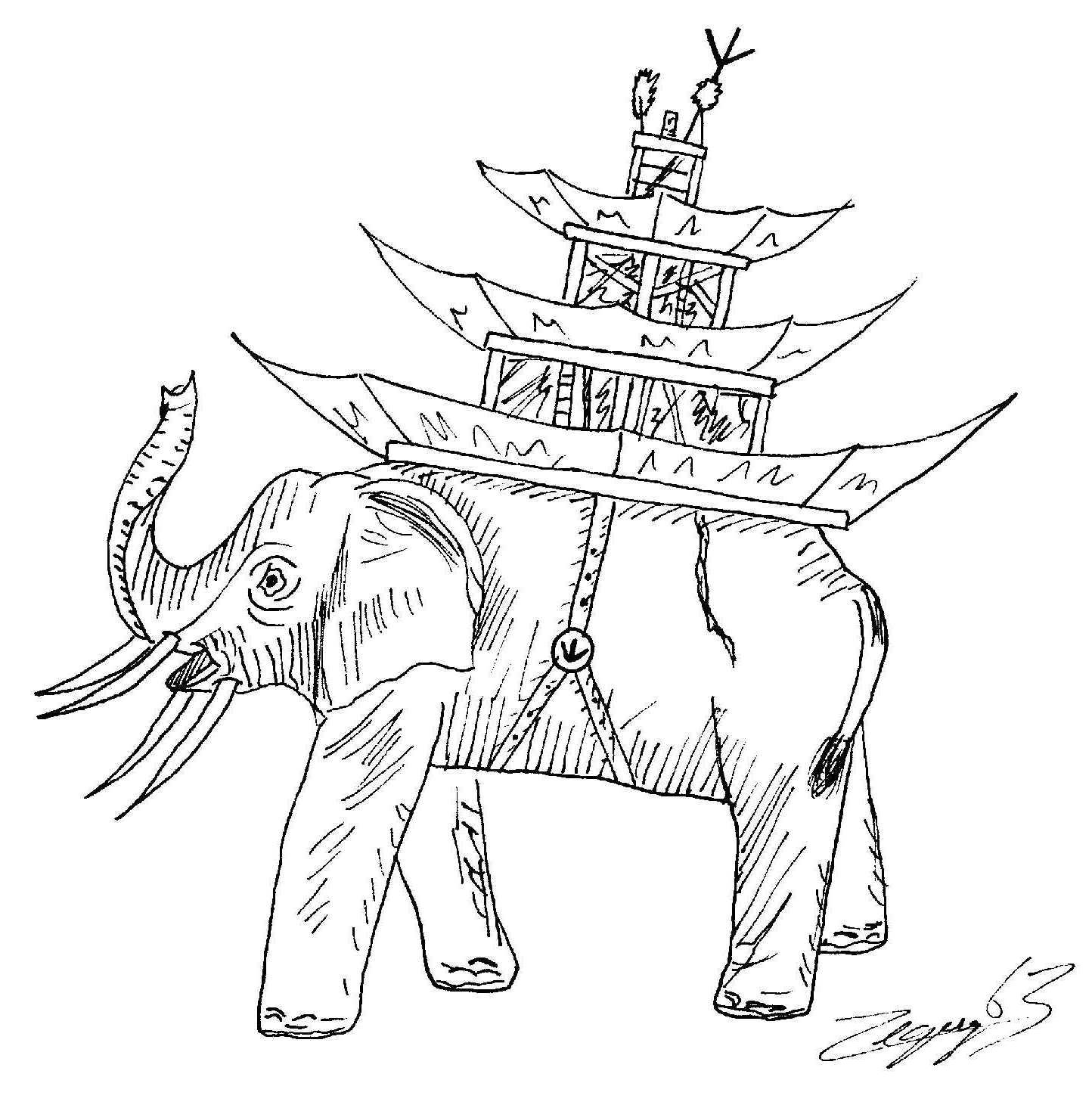
Fan art-tolkning av Mûmakil.

Mûmakil är människornas namn på den fiktiva föregångaren till dagens elefanter enligt J.R.R. Tolkiens böcker om Ringens Värld. De levde under Solens Tredje Ålder i Harads länder. De var mycket större och starkare än sina ättlingar. Harads krigare kom under Ringens krig till Gondors landområden för att strida på Saurons sida. Mûmakilerna bar harnesk, röda baner och munderingar av guld och brons. På deras rygg befann sig bågskyttar och spjutkastare. De krossade fienderna med fötter, snablar och betar och endast genom att träffa deras ögon kunde de nedgöras. Om de inte nedgjordes, utan blott skadades, löpte de amok och drog med sig både vän och fiende när de föll.
Hobbitar kallar detta djur för olifant (även oliphaunt).